# شیر (نشان‌شناسی)
به صورت سنتی شیر در نشان‌شناسی به معنی دلیری، نجیب‌زادگی، خانواده سلطنتی، قدرت، استقلال و باارزش بودن است چون شیر به صورت سنتی به عنوان شاه دیوها دانسته شده. همچنین شیر می‌تواند یادآور نمادهای یهودی-مسیحی نیز باشد چون شیر یهودا در نماد اورشلیم قرار دارد. همانند این شیر در نشان ملی دودمان بیلبو از سوئد هم دیده می‌شود که پس از آن نشان ملی فنلاند شد.
نشان شیر برخلاف نشان عقاب بسیار پرکاربرد است چون عقاب تنها برای امپراتورها است در حالی که نشان شیر یک نشان شوالیه‌گری است و به افراد غیرشاه نیز داده می‌شود.

## حالت‌ها
| نام معمول    | نمونه | توضیح |
| ------------ | ----- | --- |
| Rampant      |       | شیر «خیزبرداشته» که یعنی دست‌ها را نیز بالا برده این طرز ایستادن بسته به منطقه می‌تواند متفاوت باشد یعنی شیر بر روی هر دو پا باشد یا بر روی یک پا ایستاده باشد در حالی که پاها از هم فاصله دارند یا خیر.                                                                                                   |
| Passant      |       | شیر «درگذر» شیری است که در حال گذر کرد و رد شدن است در حالی که پای راست جلویی از زمین بلند شده و بقیه روی زمین اند. A شیر نماد انگلستان یک شیر در گذر است که البته برخی بر این باورند که شیر نگهبان است (همچنان مورد بحث). نکته: البته می‌تواند اصلاً شیر نباشد بلکه پلنگ باشد، توضیح پلنگ در ادامه آمده). |
| Statant      |       | «شیر ثابت» شیری است که ایستاده و هر چهار پا روی زمین است و معمولاً پاهای جلو کنار هم قرار دارند. این طرح بیشتر روی تاج‌های فلزی و علمک‌ها کاربرد دارد تا روی سپرها. |
| Salient      |       | «شیر برخاسته» شیری که دو پای جلو را با هم بلند کرده و دو پای عقب با هم روی زمین است. این طرز ایستادن برای یک شیر خیلی نادر است، با این حال برای نماد سازی کاربرد دارد. |
| Sejant       |       | «شیر ایستاده» که هر چهار پایش روی زمین است. |
| Sejant erect |       | «شیر ایستادهٔ پیش آمده» که بر روی دو پای عقب خود ایستاده و دو دست را رو به جلو آورده. |
| Couchant     |       | «شیر درازکشیده» درحالی که سرش بالا است. |
| Dormant      |       | «شیر خوابیده» با چشمان بسته و سری که پایین است. |